# Tom Wright (Amerikaans acteur)
Harold Thomas 'Tom' Wright (Englewood (New Jersey), 29 november 1952) is een Amerikaans acteur, filmregisseur en stuntman

## Biografie
Wright is naast op televisie ook actief in het theater, zowel op off-Broadway als op Broadway. Hij heeft tweemaal opgetreden op Broadway, in 1981 in het toneelstuk A Taste of Honey en in 1955 in de musical 3 for Tonight. In 1977 begon hij met acteren voor televisie in de film Deadbeat. Hierna heeft hij nog meerdere rollen gespeeld in films en televisieseries zoals Search for Tomorrow (1983), All My Children (1984-1985), Past Midnight (1991), Extreme (1995), Martial Law (1998-1999), World Trade Center (2006), Close to Home (2006-2007) en The Onion Movie (2008).
Wright is getrouwd en heeft hieruit twee kinderen.

## Filmografie

### Films
Selectie:
- 2017 Transformers: The Last Knight - als militaire diplomaat
- 2015 Stockholm, Pennsylvania - als rechercheur Timms
- 2008 The Onion Movie – als Kwame Roberts
- 2007 Live! – als dr. Raymond Boyd
- 2006 World Trade Center – als officier Reynolds
- 2003 Betrayal – als rechercheur Stan
- 1998 The Pentagon Wars – als majoor William Sayers
- 1997 Murder at 1600 – als Cooper
- 1997 Gridlock'd – als Koolaid
- 1991 Past Midnight – als Lee Samuels
- 1990 Reversal of Fortune – als Jack
- 1984 The Brother from Another Planet – als Sam

### Televisieseries
Selectie:
- 2023 Daisy Jones & the Six - als Teddy Price - 10 afl.
- 2021 Station 19 - als chief Gregory - 3 afl.
- 2019-2020 The Magicians - als Santa Claus - 4 afl.
- 2020 Medical Police - als directeur Patten - 10 afl.
- 2017 Inhumans - als George Ashland - 3 afl.
- 2016-2017 Ray Donovan - als Punch Hoffman - 7 afl.
- 2013-2015 Granite Flats - als Ezekiel Scott - 19 afl.
- 2008-2009 Crash – als Roger Paul – 6 afl.
- 2006-2007 Close to Home – als rechter Jenkins – 6 afl.
- 2006 24 – als admiraal Kirkland – 2 afl.
- 2000-2002 Any Day Now – als Reggie Williams – 4 afl.
- 1998-1999 Martial Law – als kapitein Benjamin Winship – 22 afl.
- 1994-1995 Seinfeld – als Morgan – 4 afl.
- 1995 Extreme – als Farley Potts – 7 afl.
- 1992 Santa Barbara - als Victor Boswell - 3 afl.
- 1992 A Different World – als John Holtworth – 2 afl.
- 1983 Kennedy - als jonge zwarte man - 4 afl.
- 1982-1983 Search for Tomorrow – als John Carver Colton jr. - 87 afl.

### Filmregisseur
- 2020 Walkaway Joe film
- 2019 NCIS - televisieserie - 1 afl.
- 1985 Code Name: Foxfire - film

### Stuntman
- 1989 See No Evil, Hear No Evil – film
- 1989 Blue Steel – film
- 1989 Do the Right Thing – film
- 1988 Spike of Bensonhurst – film
- 1988 Crossing Delancey – film
- 1988 Shakedown – film
- 1987 The Principal – film
- 1987 The Secret of My Succe$s – film
- 1987 Outrageous Fortune– film
- 1986 Legal Eagles – film
- 1986 Sid and Nancy – film
- 1985 Key Exchange – film
- 1985 Rappin' – film
- 1984 Exterminator 2 – film
- 1984 The Brother from Another Planet – film
- 1984 Beat Street – film
- 1984 Alphabet City – film
- 1984 Splash – film
- 1982 Fighting Back – film

- Bibliothèque nationale de France: cb14240218h (data)
- International Standard Name Identifier: 0000 0001 1978 5774
- Library of Congress Control Number: nr2004024495
- Virtual International Authority File: 302075779
- WorldCat: E39PBJy4bVk4Bwbfqjbhwmg7pP